# Pseudelma
Pseudelma (лат.) — род брюхоногих моллюсков из семейства Streptaxidae (Eupulmonata). Около 10 островных видов. Эндемики океанского острова Майотта.

## Распространение
Афротропика: остров Майотта из архипелага Коморские острова.

## Описание
Раковина мелкие, высота 9—16 мм, диаметр 3—6 мм. Раковина удлиненно-яйцевидная, тонкая, стекловидная, полупрозрачная, из 6,5—7,5 слегка выпуклых витков. Высота последнего витка около половины или более высоты раковины. Цвет беловатый или раковина бесцветная. Эмбриональные витки гладкие, поздние витки голые или тонко радиально полосатые. Апертура грушевидная или заостренно-яйцевидная, с простыми краями, без зубцов или с небольшим пристеночным бугорком. Умбиликус отсутствует.

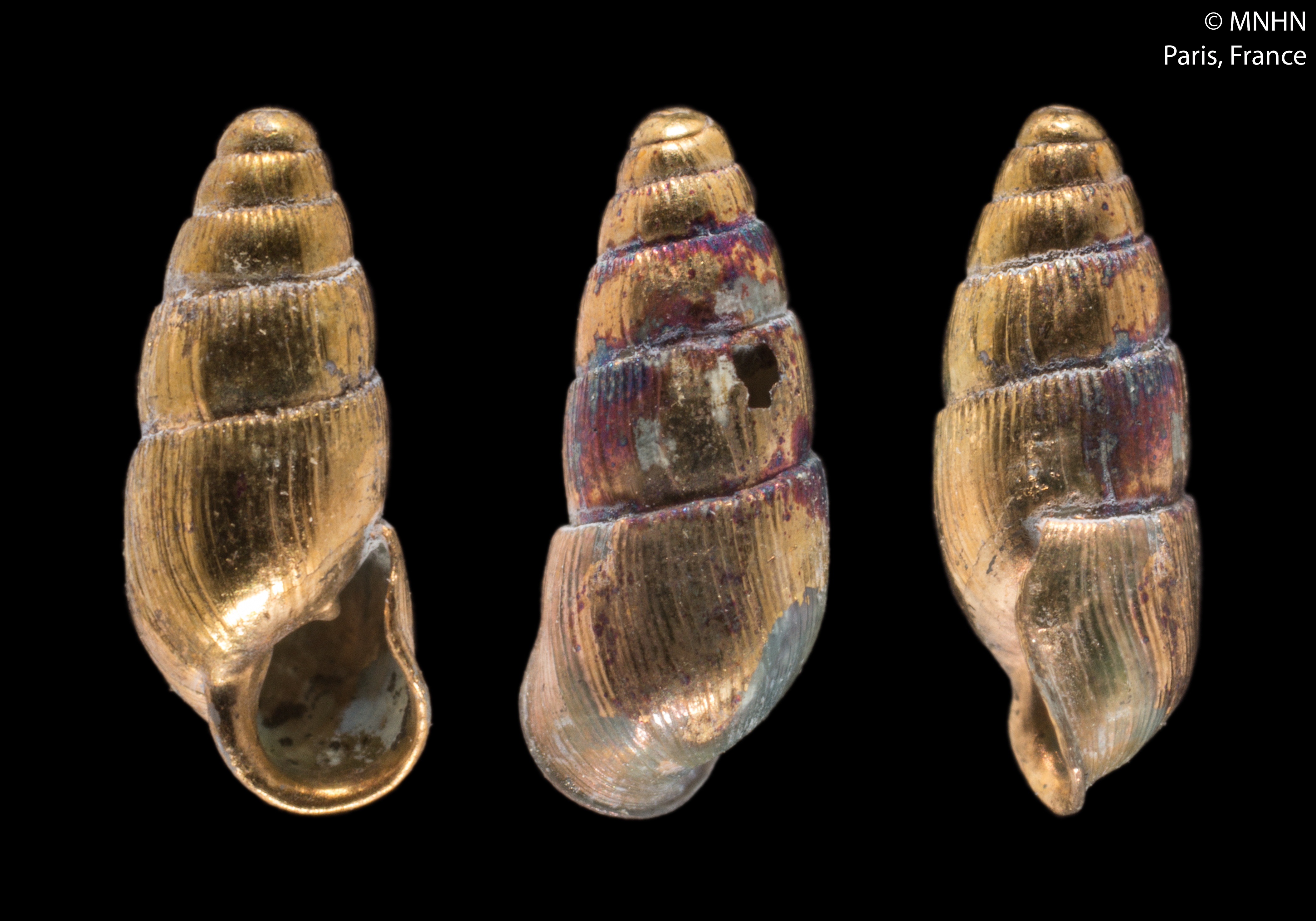
Pseudelma aurititi

## Систематика
Около 10 видов. Входит в состав подсемейства Orthogibbinae; ранее включался в подсемейство Gibbinae.
- Pseudelma auribole Abdou, Muratov & Bouchet, 2008[5]
- Pseudelma auriculata (Morelet, 1881)[7]
  - =Ennea auriculata Morelet, 1881
- Pseudelma aurititi Abdou, Muratov & Bouchet, 2008[5]
- Pseudelma bisexigua (F. Haas, 1951)[8]
  - =Elma (Fultonelma) bisexigua F. Haas, 1951
- Pseudelma incisa (Morelet, 1881)[7]
  - =Ennea incisa Morelet, 1881
- Pseudelma inconspicua (Morelet, 1881)[7]
  - =Bulimus inconspicuus Morelet, 1881
- Pseudelma martensiana (Morelet, 1881)[7]
  - =Ennea martensiana Morelet, 1881

Исключённый вид:
- Pseudelma madagascariensis Fischer-Piette, F. Blanc & Vukadinovic, 1974: синоним вида Elma messageri (Bavay & Dautzenberg, 1904)